# Daniel Lavoie

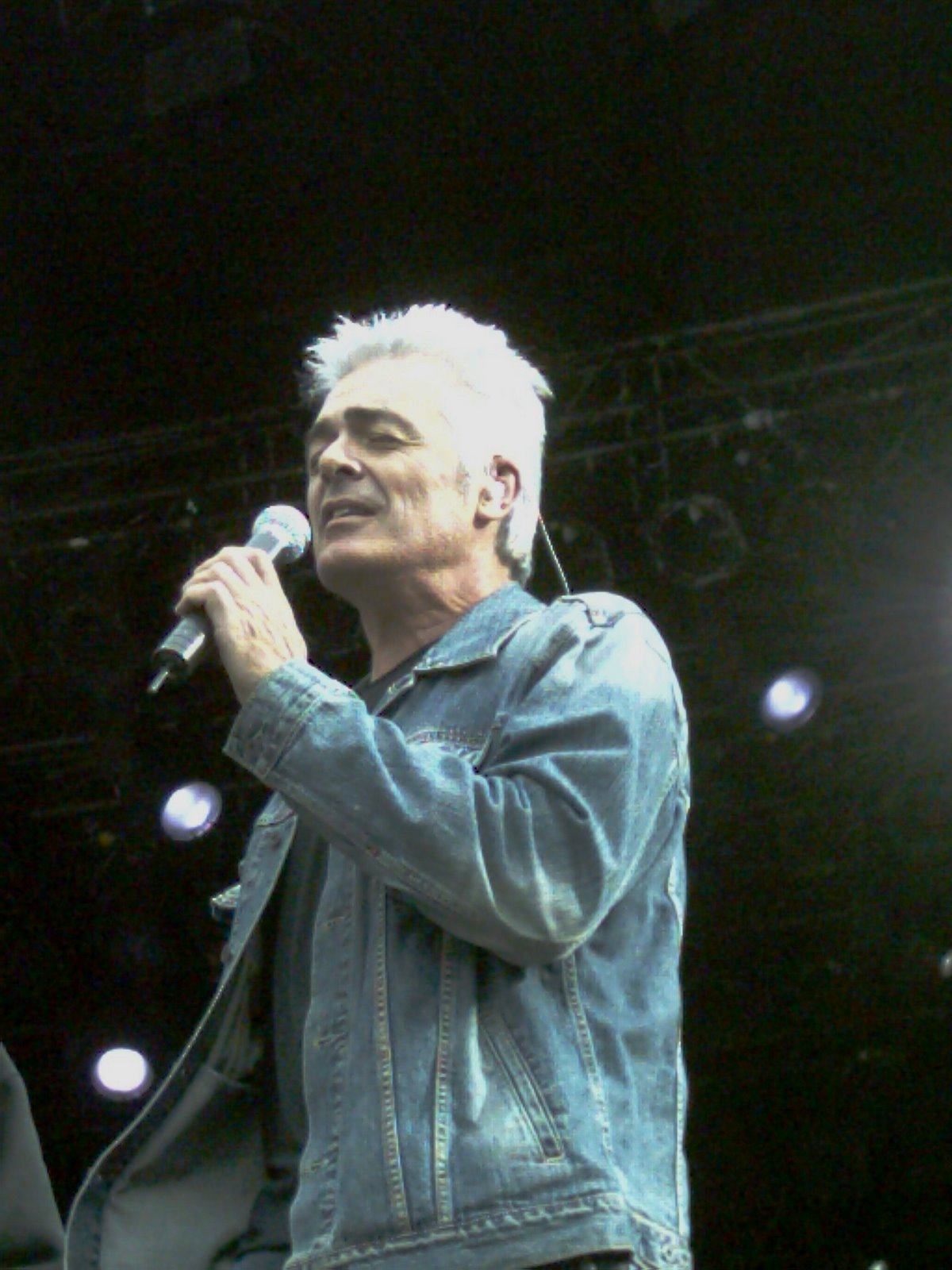
Daniel Lavoie bei einem Konzert während der FrancoFolies de Montréal (August 2008)

Daniel Lavoie (* 17. März 1949 in Dunrea, Manitoba) ist ein frankokanadischer Singer-Songwriter, Pianist und Schauspieler.

## Anfänge
Lavoie erlernte schon als Kind auf einer Jesuitenschule das Klavierspiel, sang gerne und schrieb früh Lieder; als 18-Jähriger (1967) gewann er den Wettbewerb eines Radiosenders in der Rubrik Komponist und Interpret. Seine Texte sang (und singt) er auf Französisch und Englisch, und nachdem er bei zwei kleinen Christian Pop-Bands gespielt hatte, trat er 1970 erstmals alleine in der Provinz Québec auf, wo er sich anschließend niederließ und in Clubs und Cafés spielte. Seine ersten beiden Langspielplatten (À Court Terme 1973 und Berceuse Pour un Lion 1974) blieben noch relativ unbeachtet; erst die Single J’ai Quitté Mon Île wurde ein Achtungserfolg, wenn auch nicht in seiner Heimat, dafür aber in Frankreich und – unter dem Titel Deixei miha terra – in Brasilien und Portugal.

## Erfolge
Einem großen Publikum innerhalb wie außerhalb Kanadas wurde Daniel Lavoie erst mit seiner dritten LP Nirvana Bleu (1979) bekannt, von der insbesondere die Chansons Angéline, La Danse du Smatte und Boule qui Roule sehr häufig im Radio gespielt wurden. Das Album, das er zusätzlich auch auf Englisch aufgenommen hatte, brachte ihm nicht nur gute Kritiken ein, sondern verkaufte sich auch gut und führte zu einem dreiwöchigen Engagement im Petit Montparnasse von Paris. In Kanada wurde er 1980 dafür mit dem Félix als bester männlicher Interpret des Jahres ausgezeichnet. 

1981 erschienen zwei neue LPs, Craving auf Englisch und Aigre-doux, How are You? auf Französisch, die aber keine kommerziellen Erfolge wurden. Dennoch erhielt er in diesem Jahr erneut den Félix und gab außer in Kanada auch wiederum mehrere Konzerte in Frankreich, Belgien und der Schweiz.
Ende 1983 gelang ihm dann der ganz große Durchbruch mit der LP Tension, in die er 15 Monate Arbeit und eine erhebliche Menge Geld investiert hatte, die alleine in Kanada knapp 250.000 Mal verkauft und für die er 1984 gleich dreifach ausgezeichnet wurde: für den gemeinsam mit Daniel DeShaime komponierten Song Tension Attention, bereits zum dritten Mal als Sänger des Jahres und als bester Singer-Songwriter. Die Auskoppelung Ils s’aiment (in vier Sprachen aufgenommen) wurde weltweit in rund zwei Millionen Exemplaren verkauft, in Cannes mit dem Midem d’Or 1985 ausgezeichnet und bescherte ihm außer einem weiteren Félix (diesmal als bedeutendster französischsprachiger Musiker des Jahres) auch einen einwöchigen Auftritt im Pariser Olympia, den er 1987 wiederholte.
Lavoie gewann nahezu jährlich weitere Félix-Trophäen und andere Auszeichnungen, darunter die Médaille Jacques-Blanchet (1986), veröffentlichte mit Vue sur la Mer (1987) ein neues erfolgreiches Album und wurde 1988 von Liza Minnelli in ihr Fernsehspecial LIZA eingeladen, bei dem er zwei seiner neuen Titel auf Englisch vortrug. Darüber hinaus engagierte er sich auf vielfältige Weise gesellschaftlich: er trat im September dieses Jahres gemeinsam mit Michel Rivard, Sting, Peter Gabriel und Bruce Springsteen bei einem Benefizkonzert zugunsten der „Human-Rights-Now“-Kampagne von Amnesty International im Montrealer Olympiastadion auf, wurde Sprecher des Verbands für die französischsprachige Erziehung in Kanada und unterstützte eine Stiftung für die Erforschung der jugendlichen Diabetes.

## Stil und weitere Entwicklung
Musikalisch steht Daniel Lavoie in der Tradition des französischen Chansons, aber gleichfalls der angloamerikanischen Country-Musik, wobei diese beiden Stilrichtungen in seinen Songs eine sehr eigene Mischung eingehen und häufig durch Elemente des modernen Jazz angereichert werden. Bei vielen seiner Konzerte trat und tritt der Künstler auch ganz ohne Band auf, begleitet seinen Gesang lediglich mit seinem Pianospiel. Seine Texte sind meist poetischer Natur und lassen dem Zuhörer mit ihren Sprachbildern, Assoziationen und Andeutungen Raum zu eigener Interpretation.

Auch sein eigener Musikgeschmack ist vielschichtig: Zu seinen persönlichen Favoriten zählt er Dream Woman (Waylon Jennings), Money for Nothing (Dire Straits), Sad Eyed  Lady (Bob Dylan), Dimanche à Orly (Gilbert Bécaud), Babylon Sisters (Steely Dan) und Kind of Blue (Miles Davis).
Sein Album Long Courrier (darauf u. a. Le Pape du Rap und Jours de Plaine) wurde in Kanada 1990 Pop-Rock-LP des Jahres; 1991 spielte Daniel Lavoie erstmals eine Hauptrolle in dem Film Le Fabuleux Voyage de l’Ange von Jean-Pierre Lefèbvre, zu dem er auch den Soundtrack geschrieben hat. In der Rock-Oper Sand et les Romantiques, die 1992/93 nacheinander in Kanada und Frankreich zur Aufführung gelangte, schlüpfte er in die Rolle des Malers Eugène Delacroix und gab sogar ein kurzes Gastspiel in der TV-Schmonzette General Hospital. Durch zwei englischsprachige LPs (Here in the Heart und Woman to Man, 1992 bzw. 1994 erschienen) wuchs auch sein angloamerikanischer Fankreis.
1996 und 1997 veröffentlichte der selbst mit fünf Geschwistern aufgewachsene, dreifache Vater zwei LPs mit Kinderliedern (Le Bébé Dragon 1 und 2), wofür er erneut einen Félix einheimste, diesmal in der Sparte Kinderplatten. In den folgenden beiden Jahren lebte er teilweise in Paris, wo er in der Rolle des Dom Frollo an der Seite von Bruno Pelletier und Luck Mervil in dem musikalischen Drama Notre-Dame de Paris auftrat, das im Jahr 2000 auf Englisch auch vier Monate lang in London aufgeführt wurde. 1998/99 stand der Soundtrack dieses Musicals für insgesamt 17 Wochen und die ausgekoppelte Single Belle, von Lavoie gemeinsam mit Garou und Patrick Fiori gesungen, 18 Wochen lang auf Platz eins der französischen Charts, ebenso für sechs Wochen auch der wallonisch-belgischen Ultratop 50. Daneben komponierte er weiterhin, unter anderem für drei Zeichentrickfilme (Ludovic) von Co Hoedeman, aber auch Chansons für Mireille Mathieu, Nana Mouskouri und Roch Voisine, und war in weiteren Film- und Bühnenrollen zu sehen: als rumänischer Exilant Johnny in Claude Fourniers Das Buch Eva – Ticket ins Paradies (2002), als Pilot in einer Musicalversion von Saint-Exupérys Le Petit Prince (2002/03) und schließlich in der Hauptrolle der Fernsehserie über den Dichter Félix Leclerc, die 2004 ausgestrahlt wurde. In diesem Jahr erschien auch ein weiteres Album, betitelt Comédies Humaines. Passend zu seiner Rolle veröffentlichte er im Jahr darauf sein 19. Album Moi, mon Félix.
Anfang 2007 kam die LP Docteur Tendresse in Kanada und Frankreich heraus; zeitgleich trat Daniel Lavoie bei einem weiteren Benefizkonzert gegen Altersarmut (Vivre vieux, vivre mieux) auf. 2011 erschien sein Album J’écoute la Radio. Im selben Jahr veröffentlichte Lavoie sein erstes literarisches Werk, betitelt Finutilité; es beinhaltet vorher nicht veröffentlichte Liedtexte. Im Sommer 2013 begann die gemeinsame Arbeit von Laurent Guardo und Lavoie an dem Projekt La licorne captive. Guardo bediente sich mittelalterliche Instrumente zur Untermalung seiner Texte, die häufig von Märchen oder Sagen handelten. Nach dem Erscheinen des Albums im März 2014 ging Lavoie auf Tournee. Des Weiteren arbeitet er in diesem Jahr zusammen mit Bruno Pelletier an Jean-Michael Grégoires erstem Album. Dieser ist wie Lavoie auch bei Paul Lévesque unter Vertrag.
Daniel Lavoie, der sich seit 2017 von der Mutter seiner Kinder getrennt hat, lebt nun mit seiner neuen Partnerin in Italien.

## Diskographie

### Alben
| Jahr | Titel             | Höchstplatzierung, Gesamtwochen, AuszeichnungChartsChartplatzierungen (Jahr, Titel, Platzierungen, Wochen, Auszeichnungen, Anmerkungen) | Anmerkungen |
| Jahr | Titel             | FR | Anmerkungen |
| ---- | ----------------- | --- | ----------- |
| 2004 | Comédies humaines | FR67 (5 Wo.)FR |             |

Weitere Alben
- 1975: À court terme
- 1976: Berceuse pour un lion
- 1979: Nirvana Bleu
- 1981: Cravings
- 1981: Aigre doux, how are you?
- 1983: Tension Attention
- 1984: 10 sur 10 (Kompilation)
- 1986: Vue sur mer
- 1986: Tips
- 1987: Olympia
- 1990: Long courrier
- 1991: Douce heure  (Kompilation)
- 1992: Here in the heart
- 1994: Woman to man
- 1995: Ici
- 1996: Bébé dragon 1
- 1997: Live au Divan Vert (Kompilation)
- 1997: Bébé dragon 2
- 2005: Moi, mon Félix
- 2007: Docteur Tendresse
- 2011: J’écoute la radio
- 2014: La licorne captive
- 2016: Mes longs voyages

### Singles (Auswahl)
| Jahr | Titel Album                    | Höchstplatzierung, Gesamtwochen, AuszeichnungChartplatzierungen (Jahr, Titel, Album, Platzierungen, Wochen, Auszeichnungen, Anmerkungen) | Höchstplatzierung, Gesamtwochen, AuszeichnungChartplatzierungen (Jahr, Titel, Album, Platzierungen, Wochen, Auszeichnungen, Anmerkungen) | Anmerkungen               |
| Jahr | Titel Album                    | FR | BEW | Anmerkungen               |
| ---- | ------------------------------ | --- | --- | ------------------------- |
| 1985 | Ils s’aiment                   | FR2 Gold · (19 Wo.)FR | — |                           |
| 1998 | Belle Long courrier            | FR1 Diamant · (60 Wo.)FR | BEW1 ×3Dreifachplatin · (44 Wo.)BEW | mit Patrick Fiori & Garou |
| 2002 | On aura toujours rendez-vous – | FR74 (7 Wo.)FR | — | mit Jeff                  |

grau schraffiert: keine Chartdaten aus diesem Jahr verfügbar